# Perspectiva forçada

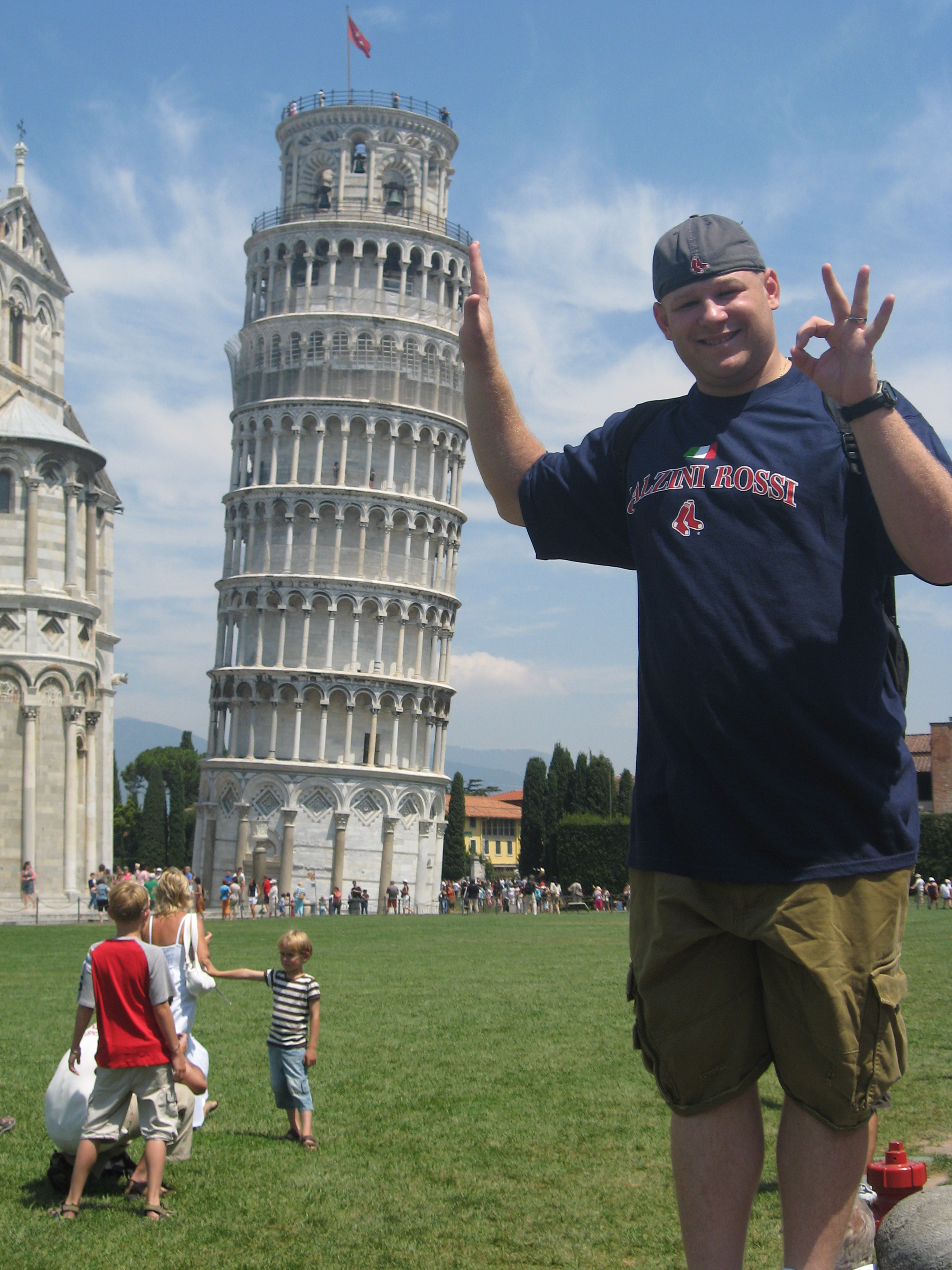
Exemplo típico de perspectiva forçada numa foto com a Torre de Pisa.

A perspectiva forçada é uma técnica que utiliza a ilusão de ótica para fazer com que um objeto pareça mais distante, mais próximo, maior ou mais pequeno do que realmente é. É utilizado principalmente em fotografia, cinema e arquitetura. Manipula a perceção visual humana através do uso de objetos à escala e da correlação entre estes e o ponto de vista do observador ou da câmera.